# Brigitte Guibal
Brigitte Guibal (Mende, Lozère, 15 de fevereiro de 1971) é uma ex-canoísta de slalom francesa na modalidade de canoagem.

## Carreira
Foi vencedora da medalha de Prata em Slalom K-1 em Sydney 2000.